# Dichodactylus tarumii
Espèce
Synonymes
- Coelotes tarumii Arita, 1976

Dichodactylus tarumii est une espèce d'araignées aranéomorphes de la famille des Agelenidae.

## Distribution
Cette espèce est endémique du Japon.

## Publication originale
- Arita, 1976 : Three new Coelotes (Araneae, Agelenidae) from Tottori Prefecture, west Japan. Annotationes Zoologicae Japonenses, vol. 49, p. 197-204.